# Calomyscus urartensis
El calomisco de Urar (Calomyscus urartensis) es una especie de roedor miomorfo de la familia Calomyscidae. Puede ser encontrada en el Azerbaiyán y en el norte del Irán (provincia del Azerbaiyán). Está restringida a la región del sur de la Transcaucásia.